# Batting
Batting, namn svenskt på 1/4 skilling bankomynt, präglat 1802–1835.
Myntet kallades även "halvannanstyver" eller "bankovitten".